# Octoberon
Octoberon è il settimo album della band rock britannica Barclay James Harvest, pubblicato nel 1976.

## Formazione
- John Lees - voce, chitarra
- Les Holroyd - voce, basso, chitarra acustica
- Stuart Wolstenholme - voce, tastiera
- Mel Pritchard - batteria
- The Capriol Singers
- Ritchie Close - arrangementi orchestrali/coro

## Tracce
1. The World Goes On (6:27)
2. May Day (7:57)
3. Ra (7:18)
4. Rock'N'Roll Star (5:17)
5. Polk Street Rag (5:37)
6. Believe In Me (4:21)
7. Suicide? (7:56)

## Tracce edizione rimasterizzata 2003
1. The World Goes On (6:27)
2. May Day (7:57)
3. Ra (7:18)
4. Rock'N'Roll Star (5:17)
5. Polk Street Rag (5:37)
6. Believe In Me (4:21)
7. Suicide? (7:56)
8. Rock 'N' Roll Star (alternative mix)
9. Polk Street Rag (alternative mix)
10. Ra (first Mix)
11. Rock 'N' Roll Star (Top Of The Pops recording)
12. Suicide? (alternative mix)